# Duplominona galapagoensis
Duplominona galapagoensis är en plattmaskart som beskrevs av Ax 1977. Duplominona galapagoensis ingår i släktet Duplominona och familjen Monocelididae. Inga underarter finns listade i Catalogue of Life.